# Brigitte Fetzer
Brigitte Fetzer   (Bad Schlema, 17 de maig de 1956) va ser una jugadora de voleibol alemanya que va competir sota bandera de la República Democràtica Alemanya.
El 1980 va prendre part en els Jocs Olímpics de Moscou, on guanyà la medalla de plata en la competició de voleibol. En el seu palmarès també destaca una medalla de plata al Campionat d'Europa de voleibol de 1979.